# اس‌سی‌اچ-۴۱۶٬۴۴۲
اس‌سی‌اچ-۴۱۶،۴۴۲ (به انگلیسی: SCH-442,416) با فرمول شیمیایی C۲۰H۱۹N۷O۲ یک ترکیب شیمیایی با شناسه پاب‌کم ۱۰۶۶۸۰۶۱ است. که جرم مولی آن ۳۸۹٫۴۱ g/mol می‌باشد. 